# Milád Mohammadi Kesmarzi
Milád Mohammadi Kesmarzi (Teherán, 1993. szeptember 29. –) iráni válogatott labdarúgó. Részt vett a 2018-as és a 2022-es labdarúgó-világbajnokságon.
2021 és 2024 között a görög AEK Athén játékosa. A gyorsaságáról és sokoldalúságáról ismert Milád balhátvédként és szélsőként játszik. Ikertestvére, Mehrdad Mohammadi az Al-Arabi csapatának tagja a Katari labdarúgó-bajnokságban.

## Pályafutása

### Klubcsapatokban

#### Rah Ahan
2014 nyarán csatlakozott a Rah Ahanhoz ötéves szerződéssel, a 2014–15-ös iráni bajnokságban először az Esteghlal ellen játszott. 2015 júliusában az osztrák Sturm Graz csapata érdeklődött iránta, de a Rah Ahan edzője, Farhad Kazemi nem járult hozzá a klubváltáshoz.

#### Ahmat Groznij
2016. február 6-án 2019-ig szóló szerződést írt alá az Orosz labdarúgó-bajnokság első osztályában szereplő csapattal. 2016. április 2-án lépett pályára csereként a Groznij színeiben az Anzsi Mahacskala elleni 3–2-es győzelem során. 2017. április 29-én szerezte első gólját az orosz bajnokságban az Ural Jekatyerinburg elleni 5–2-es győztes mérkőzésen. A 2016–17-es szezon után beválasztották a legjobb 50 U23-as ázsiai tehetség közé. 2019. május 27-én távozott a klubtól a szerződése lejártával.

#### Gent
2019 júliusában szerződést kötött a belga klubbal.

#### AEK Athén
2021. szeptember 17-én hároméves szerződést írt alá a szuperligában szereplő görög AEK Athén csapatával.

### Az iráni válogatottban
2015. június 11-én debütált a felnőtt válogatottban az Üzbegisztán elleni barátságos mérkőzésen. Mohammadi gólt szerzett a 2016-os U23-as labdarúgó-Ázsia-bajnokságban. 2018 májusában bekerült Irán keretébe a 2018-as oroszországi labdarúgó-világbajnokságra. A 2022-es labdarúgó-világbajnokságon mind a három csoportmérkőzésen pályára lépett.

#### Mérkőzései a válogatottban

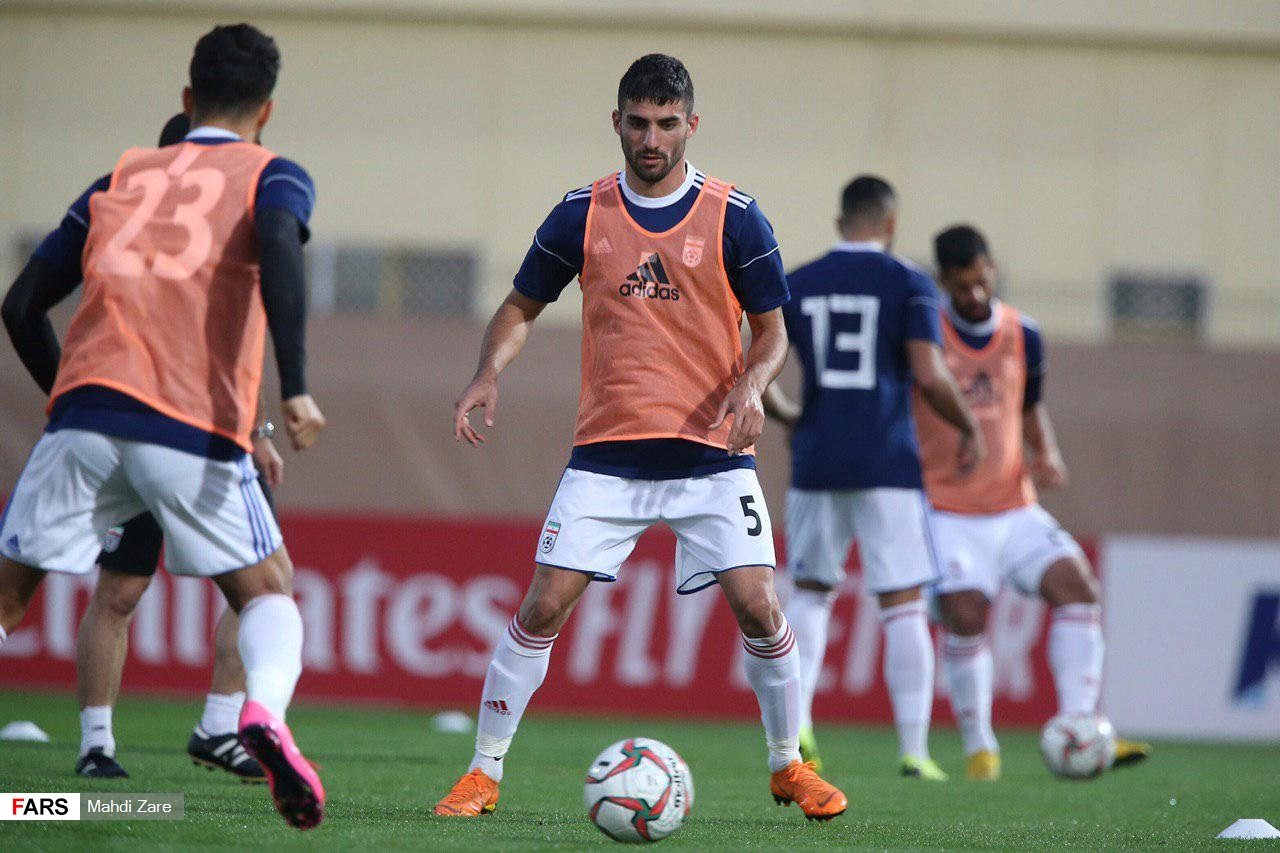
A 2019-es Ázsia-kupán az iráni válogatott edzésén

Frissítve 2024. október 15-én.
| colspan=3 | Irán     |     |
| Év        | Mérkőzés | Gól |
| 2015      | 2        | 0   |
| 2016      | 6        | 0   |
| 2017      | 6        | 0   |
| 2018      | 10       | 0   |
| 2019      | 10       | 0   |
| 2020      | 2        | 0   |
| 2021      | 7        | 1   |
| 2022      | 5        | 0   |
| 2023      | 4        | 0   |
| 2024      | 13       | 0   |
| Összesen  | 65       | 1   |

## Sikerei, díjai

### Klubcsapattal
AEK Athén
- Görög bajnokság (1): 2022–23
- Görög labdarúgókupa (1): 2022–23

## Fordítás
- Ez a szócikk részben vagy egészben  a   Milad Mohammadi című angol Wikipédia-szócikk ezen változatának fordításán alapul.  Az eredeti cikk szerkesztőit annak laptörténete sorolja fel. Ez a jelzés csupán a megfogalmazás eredetét és a szerzői jogokat jelzi, nem szolgál a cikkben szereplő információk forrásmegjelöléseként.